# Joseph Blackburne

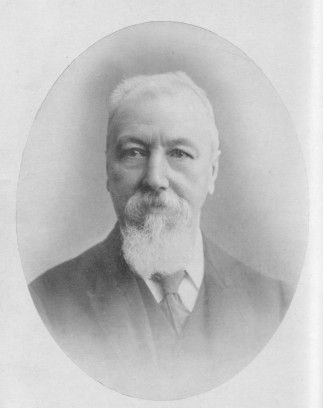
Joseph Blackburne

Joseph Henry Blackburne (Manchester, 10 december 1841 — Londen, 1 september 1924) was een Brits schaker. Hij heeft het spel op latere leeftijd geleerd, want eerst was hij verknocht aan het dammen. In 1868 werd hij kampioen van Groot-Brittannië. Hij stond bekend als een zeer sympathiek schaker.
Blackburne was ook goed in blindschaak. Met zwart was hij bijna niet te verslaan, wat hij op een toernooi in Wenen in 1873 bewezen heeft.
Hij heeft de schaaksport een aantal openingenvarianten nagelaten; één daarvan is de Blackburne-variant in de schaakopening Schots: 1.e4 e5 2.Pf3 Pc6 3.d4 ed 4.Pd4 Lc5 5.Le3 Df6 6.c3 Pge7 7.Dd2 (zie diagram).